# Hippokratész holdacskái

Hippokratész holdacskái

Holdacskák négyszögeknél

Hippokratész holdacskái egy derékszögű háromszöghöz hozzárendelt két síkidom. A síkidomokat úgy kapjuk, hogy a derékszögű háromszög két befogója fölé rajzolt félkörből kivonjuk az átfogó fölé rajzolt – a háromszöget tartalmazó – félkör (avagy a háromszög köré írható kör) és a befogó fölötti félkörök metszetét.
A két holdacska területének összege egyenlő a derékszögű háromszög területével.
Az állítás a Pitagorasz-tétel alapján bizonyítható:
A szokásos jelölésekkel (c az átfogó): {\displaystyle a^{2}+b^{2}=c^{2}}.
A félkörök területe:
{\displaystyle a^{2}\pi /8}
{\displaystyle b^{2}\pi /8}
{\displaystyle c^{2}\pi /8}
Ezt az eredeti egyenletbe belehelyettesítve:
{\displaystyle (a^{2}\pi /8)+(b^{2}\pi /8)=c^{2}\pi /8}
Az egyenletet 8-cal szorozva:
{\displaystyle (a^{2}\pi )+(b^{2}\pi )=c^{2}\pi }
Az egyenletet PI-vel osztva:
{\displaystyle a^{2}+b^{2}=c^{2}}
Ezzel bizonyítottuk, hogy az az állítás miszerint derékszögű háromszög befogóira emelt félkörök területének összege azonos az átfogóra emelt félkör területével egyenértékű azzal az állítással, hogy a tetszőleges derékszögű háromszögben a befogók fölé írt négyzetek területeinek összege megegyezik az átfogó fölé írt négyzet területével, ami a Pitagorasz-tétel.
Az átfogóra emelt félkör területe a háromszög területének levonása után (a {\displaystyle (a^{2}\pi /8)+(b^{2}\pi /8)=c^{2}\pi /8} egyenlőséget kihasználva):
{\displaystyle (a^{2}\pi /8)+(b^{2}\pi /8)-t_{\Delta }} ahol {\displaystyle t_{\Delta }} a háromszög területe.
A rajzról leolvasható, hogy a fekete félholdak területe:
{\displaystyle (a^{2}\pi /8)+(b^{2}\pi /8)-((a^{2}\pi /8)+(b^{2}\pi /8)-t_{\Delta })=t_{\Delta }}
A tételt a matematikus Khioszi Hippokratész állította fel. Névrokona Hippokratész, a kószi orvosi iskola vezetője volt.
Hasonlóképpen értelmezhetők a holdacskák húrnégyszögek esetén is.